# Capreolus pygargus
Il capriolo orientale o capriolo siberiano è una specie di capriolo che vive, oltre che in Siberia, anche in Kazakistan, Tien Shan, nella penisola coreana ed in Manciuria. In passato, è stato introdotto in Inghilterra, ma ora è estinto.
È stato per lungo tempo classificato come sottospecie del capriolo occidentale, dal quale si differenzia per la taglia maggiore e i palchi più grandi e sovente con più ramificazioni e con rose proporzionalmente più piccole.
Le due specie convivono nel Caucaso, dove il capriolo siberiano occupa la zona settentrionale ed il capriolo europeo quella meridionale.
Gli ibridi sono possibili, ma non sempre fecondi e non spesso facili da ottenere.
Questo cervide può pesare anche più di 60 kg, tuttavia, è un animale aggraziato ed agile che può compiere salti di 15 m.
Vive anche 18 anni in cattività, mentre in natura la speranza di vita si attesta intorno agli 8-12 anni.